# Liste des publications de Maurice Merleau-Ponty
Voici la liste des publications de Maurice Merleau-Ponty.

## Publications de son vivant

### 1934
- Sur André Malraux, dans la revue Orientations, 1re année, numéro double 7-8, juin-juillet 1934[1].

### 1942
- La structure du comportement, Paris, [[Presses universitaires de France]], collection « Bibliothèque de Philosophie contemporaine », 1942, 248 pages. (Rédaction terminée en 1938.  Première publication en 1942 dans la collection « Bibliothèque de Philosophie contemporaine » ; nouvelle édition précédée de Une philosophie de l'ambiguïté de Alphonse De Waelhens à partir de 1990, dans la collection « Quadrige ».)

### 1945
- Phénoménologie de la perception, Paris, Éditions Gallimard, collection « Bibliothèque des Idées », 1945, 531 pages. (Première publication en 1945 dans la collection « Bibliothèque des Idées » ; dans la collection « Tel » à partir de 1976.)

- Le roman et la métaphysique, dans la revue Cahiers du Sud, volume 22, numéro 270, mars-avril 1945.  (Republié dans Maurice Merleau-Ponty, Sens et non-sens, Paris, Éditions Nagel (1948) et dans la nouvelle édition de Sens et non-sens avec une nouvelle pagination en 1996 aux Éditions Gallimard, NRF, collection « Bibliothèque de philosophie », 1996, pages 34 à 52.)

- La guerre a eu lieu, dans Les Temps modernes, volume 1, numéro 1, octobre 1945 (écrit en juin 1945).  (Republié dans Maurice Merleau-Ponty, Sens et non-sens, Paris, Éditions Nagel (1948) et dans la nouvelle édition de Sens et non-sens avec une nouvelle pagination en 1996 aux Éditions Gallimard, NRF, collection « Bibliothèque de philosophie », 1996, pages 169 à 185 ; aussi republié dans La guerre a eu lieu, Nîmes, Édition Champ Social, collection « Questions-actuelles.net», 2007.)

- La querelle de l'existentialisme, dans Les Temps modernes, volume 1, numéro 2, 1945.  (Republié dans Maurice Merleau-Ponty, Sens et non-sens, Paris, Éditions Nagel (1948) et dans la nouvelle édition de Sens et non-sens avec une nouvelle pagination en 1996 aux Éditions Gallimard, NRF, collection « Bibliothèque de philosophie », 1996, pages 88 à 101.)

- Le doute de Cézanne, dans la revue Fontaine, volume 8, numéro 47, décembre 1945.  (Republié dans Maurice Merleau-Ponty, Sens et non-sens, Paris, Éditions Nagel (1948) et dans la nouvelle édition de Sens et non-sens avec une nouvelle pagination en 1996 aux Éditions Gallimard, NRF, collection « Bibliothèque de philosophie », 1996, pages 13 à 33.)

### 1946
- Autour du marxisme, dans Fontaine, volume 5, numéros 48-49, janvier-février 1946.  (Republié dans Maurice Merleau-Ponty, Sens et non-sens, Paris, Éditions Nagel (1948) et dans la nouvelle édition de Sens et non-sens avec une nouvelle pagination en 1996 aux Éditions Gallimard, NRF, collection « Bibliothèque de philosophie », 1996, pages 120 à 151.)

- Le culte du héros, dans Action, numéro 74, 1er février 1946.  (Republié sous le titre Le héros, l'homme, dans Maurice Merleau-Ponty, Sens et non-sens, Paris, Éditions Nagel (1948) et dans la nouvelle édition de Sens et non-sens avec une nouvelle pagination en 1996 aux Éditions Gallimard, NRF, collection « Bibliothèque de philosophie », 1996, pages 221 à 226).

- Pour la vérité, dans Les Temps modernes, volume 1, numéro 4, 1946 (mais écrit en novembre 1945).  (Republié dans Maurice Merleau-Ponty, Sens et non-sens, Paris, Éditions Nagel (1948) et dans la nouvelle édition de Sens et non-sens avec une nouvelle pagination en 1996 aux Éditions Gallimard, NRF, collection « Bibliothèque de philosophie », 1996, pages 186 à 208).

- Foi et bonne foi, dans Les Temps modernes, volume 1, numéro 5, 1946.  (Republié dans Maurice Merleau-Ponty, Sens et non-sens, Paris, Éditions Nagel (1948) et dans la nouvelle édition de Sens et non-sens avec une nouvelle pagination en 1996 aux Éditions Gallimard, NRF, collection « Bibliothèque de philosophie », 1996, pages 209 à 220.)

- Marxisme et philosophie, dans Revue internationale, volume 1, numéro 6, juin-juillet 1946.  (Republié dans Maurice Merleau-Ponty, Sens et non-sens, Paris, Éditions Nagel (1948) et dans la nouvelle édition de Sens et non-sens avec une nouvelle pagination en 1996 aux Éditions Gallimard, NRF, collection « Bibliothèque de philosophie », 1996, pages 152 à 166.)

- L'existentialisme chez Hegel, dans Les Temps modernes, volume 1, numéro 7, 1946.  (Republié dans Maurice Merleau-Ponty, Sens et non-sens, Paris, Éditions Nagel (1948) et dans la nouvelle édition de Sens et non-sens avec une nouvelle pagination en 1996 aux Éditions Gallimard, NRF, collection « Bibliothèque de philosophie », 1996, pages 79 à 87.)

### 1947
- Le primat de la perception et ses conséquences philosophiques, dans le Bulletin de la Société française de philosophie, tome XLI, no. 4, octobre-décembre 1947.  (Republié dans Maurice Merleau-Ponty, Le primat de la perception et ses conséquences philosophiques, Lagrasse, Éditions Verdier, 1996, pages 39 à 104.)

- Humanisme et terreur. Essais sur le problème communiste, Paris, Éditions Gallimard, 1947, 206 pages.

- La métaphysique dans l'homme, dans Revue de métaphysique et de morale, volume 52, numéros 3-4, juillet-octobre 1947.  (Republié dans Maurice Merleau-Ponty, Sens et non-sens, Paris, Éditions Nagel (1948) et dans la nouvelle édition de Sens et non-sens avec une nouvelle pagination en 1996 aux Éditions Gallimard, NRF, collection « Bibliothèque de philosophie », 1996, pages 102 à 119.)

- Indochine S.O.S., dans Les Temps modernes, volume 2, numéro 18, 1947.  (Republié sous le titre Sur l’Indochine, dans Maurice Merleau-Ponty, Signes, Paris, Éditions Gallimard, NRF, 1960, Propos divers rassemblés aux pages 309 à 435.)

- Le cinéma et la nouvelle psychologie, dans la revue Les Temps modernes, volume 3, numéro 26, novembre 1947. (Texte d’une conférence donnée à l’Institut des hautes études cinématographiques le 13 mars 1945.  Republié dans Maurice Merleau-Ponty, Sens et non-sens, Paris, Éditions Nagel (1948) et dans la nouvelle édition de Sens et non-sens avec une nouvelle pagination en 1996 aux Éditions Gallimard, NRF, collection « Bibliothèque de philosophie », 1996, pages 61 à 75.)

- Jean-Paul Sartre, ou un auteur scandaleux, dans le Figaro littéraire, volume 2, numéro 85, le 6 décembre 1947 (article éclairant le travail de Sartre, alors qu’il y avait une polémique sur les œuvres de celui-ci ; republié sous le titre Un auteur scandaleux, dans Maurice Merleau-Ponty, Sens et non-sens, Paris, Éditions Nagel (1948) et dans la nouvelle édition de Sens et non-sens avec une nouvelle pagination en 1996 aux Éditions Gallimard, NRF, collection « Bibliothèque de philosophie », 1996, pages 53 à 60.)

- Lecture de Montaigne, dans Les Temps modernes, volume 3, numéro 27, 1947.  (Republié dans Maurice Merleau-Ponty, Signes, Paris, Éditions Gallimard, NRF, 1960, pages 250 à 266.)

### 1948
- Sens et non-sens, Paris, Éditions Nagel, 1948.  (Republié avec une nouvelle pagination à partir de 1996 aux Éditions Gallimard, NRF, collection « Bibliothèque de philosophie », 226 pages.)

- Communisme et anticommunisme, dans Les Temps modernes, 4-34, 1948.  (Republié sous le titre La politique paranoïaque, dans Maurice Merleau-Ponty, Signes, Paris, Éditions Gallimard, NRF, 1960, Propos divers rassemblés aux pages 309 à 435.)

### 1949
- Commentaire (à propos de Georg Lukács), dans Les Temps modernes, 5-50, 1949.  (Republié sous le titre Marxisme et superstition, dans Maurice Merleau-Ponty, Signes, Paris, Éditions Gallimard, NRF, 1960, Propos divers rassemblés aux pages 309 à 435.)

- Les Jours de notre vie, dans Les Temps modernes, 5-51, 1949.  (Republié sous le titre L’URSS et les camps, dans Maurice Merleau-Ponty, Signes, Paris, Éditions Gallimard, NRF, 1960, Propos divers rassemblés aux pages 309 à 435.)

### 1951
- Le philosophe et la sociologie, dans Cahiers Internationaux de Sociologie, numéro 10, 1951.  (Republié dans Maurice Merleau-Ponty, Signes, Paris, Éditions Gallimard, NRF, 1960, pages 123 à 142.)

- La connaissance de l’homme au XXe siècle, dans Acte du colloque Rencontres internationales de Genève, Éditions de la Baconnière, 1951 (texte d’une conférence prononcée aux Rencontres internationales de Genève, le 10 septembre 1951).  (Republié sous le titre L’Homme et l’adversité, dans Maurice Merleau-Ponty, Signes, Paris, Éditions Gallimard, NRF, 1960, pages 284 à 308.)

### 1952
- Sur la phénoménologie du langage, dans Herman Leo Van Breda (éd.), Problèmes actuels de la phénoménologie, Éditions Desclée de Brouwer, 1952 (texte d’une communication faite en 1951 au premier Colloque international de Phénoménologie, à Bruxelles).  (Republié dans Maurice Merleau-Ponty, Signes, Paris, Éditions Gallimard, NRF, 1960, pages 105 à 122.)

- Le langage indirect et les voix du silence, publication en deux parties dans Les Temps modernes, volumes 7 et 8, numéros 80 et 81, juin-juillet 1952.  (Republié dans Maurice Merleau-Ponty, Signes, Paris, Éditions Gallimard, NRF, 1960, pages 49 à 104.)

### 1953
- Éloge de la philosophie.  Leçon inaugurale faite au Collège de France le jeudi 15 janvier 1953, Paris, Éditions Gallimard, 1953, 106 pages.  (Republié dans la collection « Folio/Essais » à partir de 1985 sous le titre Éloge de la philosophie. Et autres essais avec l'ajout des Autres essais. Ces autres essais sont : Sur la phénoménologie du langage, Le philosophe et la sociologie, De Mauss à Claude Lévi-Strauss, Partout et nulle part, Le philosophe et son ombre, Bergson se faisant, Einstein et la crise de la raison, Lectures de Montaigne, Notes sur Machiavel. Ces « autres essais » font tous aussi partie de Signes).

### 1954
- Le Libertin est-il un philosophe ?, dans L’Express, 16 octobre 1954. (Republié sous le titre Sur l’érotisme, dans Maurice Merleau-Ponty, Signes, Paris, Éditions Gallimard, NRF, 1960, Propos divers rassemblés aux pages 309 à 435.)

- Le goût pour les faits divers est-il malsain ?, dans L'Express, 18 décembre 1954.  (Republié sous le titre Sur les faits divers, dans Maurice Merleau-Ponty, Signes, Paris, Éditions Gallimard, NRF, 1960, Propos divers rassemblés aux pages 309 à 435.)

### 1955
- Les Aventures de la dialectique, Paris, Éditions Gallimard, 1955, 322 pages.

- Sur Claudel, dans L’Express, 5 mars 1955.  (Republié dans Maurice Merleau-Ponty, Signes, Paris, Éditions Gallimard, NRF, 1960, Propos divers rassemblés aux pages 309 à 435.)

- Le marxisme est-il mort à Yalta?, dans L’Express, 9 avril 1955.  (Republié sous le titre Les papiers de Yalta, dans Maurice Merleau-Ponty, Signes, Paris, Éditions Gallimard, NRF, 1960, Propos divers rassemblés aux pages 309 à 435.)

- Einstein et la crise de la raison, dans L'Express du 14 mai 1955.  (Republié dans Maurice Merleau-Ponty, Signes, Paris, Éditions Gallimard, NRF, 1960, pages 242 à 249.)

- L’Avenir de la révolution, dans L’Express, 27 août 1955.  (Republié dans Maurice Merleau-Ponty, Signes, Paris, Éditions Gallimard, NRF, 1960, Propos divers rassemblés aux pages 309 à 435.)

- Sur l’abstention, (source inconnue), 1955.  (Republié dans Maurice Merleau-Ponty, Signes, Paris, Éditions Gallimard, NRF, 1960, Propos divers rassemblés aux pages 309 à 435.)

### 1956
- Partout et nulle part, dans Maurice Merleau-Ponty (éd.), Les philosophes célèbres, Éditions Lucien Mazenod, 1956.  (Republié dans Maurice Merleau-Ponty, Signes, Paris, Éditions Gallimard, NRF, 1960, pages 158 à 200.)

- Sur la déstalinisation, dans L’Express, 23 novembre 1956. (Republié dans Maurice Merleau-Ponty, Signes, Paris, Éditions Gallimard, NRF, 1960, Propos divers rassemblés aux pages 309 à 435.)

### 1958
- Du moindre mal à l’union sacré, dans Le Monde, 5 juin 1958.  (Republié sous le titre Sur le 13 mai 1958, dans Maurice Merleau-Ponty, Signes, Paris, Éditions Gallimard, NRF, 1960, Propos divers rassemblés aux pages 309 à 435.)

- La Démocratie peut-elle renaître en France ?, dans L’Express, 3 juillet 1958 (Republié sous le titre Demain…, dans Maurice Merleau-Ponty, Signes, Paris, Éditions Gallimard, NRF, 1960, Propos divers rassemblés aux pages 309 à 435.)

- Sur Madagascar, dans L’Express, 21 août 1958 (entrevue accordée à la suite d'un séjour à Madagascar en octobre et novembre 1957).  (Republié dans Maurice Merleau-Ponty, Signes, Paris, Éditions Gallimard, NRF, 1960, Propos divers rassemblés aux pages 309 à 435.)

### 1959
- Le Philosophe et son ombre, dans Herman Leo Van Breda (éd.) et Jacques TAMINIAUX (éd.), Edmund Husserl 1859-1959, Éditions Martinus Nijhoff, 1959.  (Republié dans Maurice Merleau-Ponty, Signes, Paris, Éditions Gallimard, NRF, 1960, pages 201 à 228).

- De Mauss à Claude Lévi-Strauss, dans La Nouvelle Revue Française, volume 7, numéro 82, 1959.  (republié dans Maurice Merleau-Ponty, Signes, Paris, Éditions Gallimard, NRF, 1960, pages 143 à 157).

### 1960
- Signes, Paris, Éditions Gallimard, NRF, 1960, 438 pages.

- Note sur Machiavel, dans Maurice Merleau-Ponty, Signes, Paris, Éditions Gallimard, NRF, 1960, pages 267 à 283. (Texte d'une conférence présentée en septembre 1949, au Congrès Umanesimo e scienza politica, Rome-Florence.)

- Bergson se faisant, dans le Bulletin de la Société Française de philosophie, numéro 54, 1960.  (Republié dans Maurice Merleau-Ponty, Signes, Paris, Éditions Gallimard, NRF, 1960, pages 229 à 241.)

- Les écrivains en personne : entretien de Madeleine Chapsal avec Merleau-Ponty, dans Madeleine Chapsal, Les Écrivains en personne, Éditions Julliard, 1960 (entretien de Merleau-Ponty accordé à Madelaine Chapsal le 17 février 1958).  (Republié dans Maurice Merleau-Ponty, Parcours deux, 1951-1961, Éditions Verdier, collection « Philosophie », 2000, pages 285 à 301.)

- L’œuvre et l'esprit de Freud.  Préface à l'ouvrage de Angelo Hesnard, dans Angelo Hesnard, L’œuvre de Freud et son importance pour le monde moderne, Éditions Payot, 1960.  (Republié dans Maurice Merleau-Ponty, Parcours deux, 1951-1961, Éditions Verdier, collection « Philosophie », 2000, pages 276 à 284.

### 1961
- Cinq notes sur Claude Simon, dans Méditations.  Revue des expressions contemporaines numéro 4, hiver 1961, pages 5 à 10.  (Republié dansEntretiens et dans la revue Esprit, puis dans Maurice Merleau-Ponty, Parcours deux, 1951-1961, édition établie par Jacques Prunair, Lagrasse, Éditions Verdier, collection « Philosophie », 2000, pages 310 à 316.)

- L’œil et l’esprit, dans Art de France, volume 1, numéro 1, janvier 1961 (texte rédigé à l’été 1960).  (Republié aux Éditions Gallimard en 1964 et à partir de 1985 dans la collection « Folio/Essais », 93 pages.)

## Publications posthumes

### 1962
- Interventions au colloque de Royaumont, « La Philosophie analytique », en 1958, dans La Philosophie analytique, Cahiers de Royaumont, philosophie n°IV, Paris, Minuit, 1962.

### 1964
- Le Visible et l'Invisible, texte établi par Claude Lefort, Paris, Éditions Gallimard, collection « Bibliothèque des Idées », 1979, 360 pages.  (Publié dans la collection « Tel » à partir de 1979).

### 1966
- La philosophie de l’existence, dans Dialogue. Revue canadienne de philosophie/Canadien Philosophical Review, volume 5, numéro 3, 1966.  (Résumé d’une causerie prononcée en 1959 à la Maison canadienne de la cité universitaire de Paris ; causerie télédiffusée le 17 novembre 1959 à l’émission Conférence de Radio-Canada ; republié dans Maurice Merleau-Ponty, Parcours deux, 1951-1961, Éditions Verdier, collection « Philosophie », 2000, pages 247 à 266.)

### 1968
- Recherches sur l’usage littéraire du langage. Cours du lundi, 1952-1953, dans Maurice Merleau-Ponty, Résumés de cours. Collège de France, 1952-1960, Paris, Éditions Gallimard, NRF, 1968, pages 22 à 30.

- Le monde sensible et le monde de l’expression. Cours du jeudi, 1952-1953, dans Maurice Merleau-Ponty, Résumés de cours. Collège de France, 1952-1960, Paris, Éditions Gallimard, NRF, 1968, pages 9 à 21.

- Résumés de cours. Collège de France, 1952-1960, Paris, Éditions Gallimard, NRF, 1968, 182 pages.

- L’union de l’âme et du corps chez Malebranche, Biran et Bergson, notes de cours (1947-1948) recueillies et rédigées par Jean Deprun, Éditions J. Vrin, collection « Bibliothèque des Textes Philosophiques », 1968 (1997 : nouvelle édition revue et augmentée d'un fragment inédit, 136 pages).

### 1969
- La prose du monde, texte établi par Claude Lefort, Paris, Éditions Gallimard, 1969, 211 pages.  Comprend : L’expression et le dessin enfantin, La perception d’autrui et le dialogue, L’algorithme et le mystère du langage, Le langage indirect, La science et l’expérience de l’expression et Le fantôme d’un langage pur.  (Publié dans la collection « Tel » à partir de 1992).

### 1975
- Les relations avec autrui chez l’enfant, Paris, Centre de Documentation Universitaire, 1975, 81 pages.  (Republié dans Maurice Merleau-Ponty, Parcours, 1935-1951, édition établie par Jacques Prunair, Lagrasse, Éditions Verdier, collection « Philosophie », 1997, pages 147 à 229.)

### 1988
- L’expérience d’autrui, dans Maurice Merleau-Ponty, Merleau-Ponty à la Sorbonne. Résumé de cours 1949-1952, Paris, Éditions Cynara, 1988, pages 539 à 570.  (Réédité en 2001 sous le titre Psychologie et pédagogie de l’enfant. Cours de Sorbonne 1949-1952, Lagrasse, Éditions Verdier, collection « Philosophie », 576 pages ; conserve la même pagination.)

- Méthode en psychologie de l’enfant, dans Maurice Merleau-Ponty, Merleau-Ponty à la Sorbonne. Résumé de cours 1949-1952, Paris, Éditions Cynara, 1988, pages 464 à 538. (Réédité en 2001 sous le titre Psychologie et pédagogie de l’enfant. Cours de Sorbonne 1949-1952, Lagrasse, Éditions Verdier, collection « Philosophie », 576 pages ; conserve la même pagination.)

- Les sciences de l’homme et la phénoménologie, dans Maurice Merleau-Ponty, Merleau-Ponty à la Sorbonne. Résumé de cours 1949-1952, Paris, Éditions Cynara, 1988, pages 397 à 464. (Réédité en 2001 sous le titre Psychologie et pédagogie de l’enfant. Cours de Sorbonne 1949-1952, Lagrasse, Éditions Verdier, collection « Philosophie », 576 pages ; conserve la même pagination.)

- Les relations avec autrui chez l’enfant, dans Maurice Merleau-Ponty, Merleau-Ponty à la Sorbonne. Résumé de cours 1949-1952, Paris, Éditions Cynara, 1988, pages 303 à 396. (Réédité en 2001 sous le titre Psychologie et pédagogie de l’enfant. Cours de Sorbonne 1949-1952, Lagrasse, Éditions Verdier, collection « Philosophie », 576 pages ; conserve la même pagination.)

- Psycho-sociologie de l'enfant, dans Maurice Merleau-Ponty, Merleau-Ponty à la Sorbonne. Résumé de cours 1949-1952, Paris, Éditions Cynara, 1988, pages 245 à 302. (Réédité en 2001 sous le titre Psychologie et pédagogie de l’enfant. Cours de Sorbonne 1949-1952, Lagrasse, Éditions Verdier, collection « Philosophie », 576 pages ; conserve la même pagination.)

- Structure et conflits de la conscience enfantine, dans Maurice Merleau-Ponty, Merleau-Ponty à la Sorbonne. Résumé de cours 1949-1952, Paris, Éditions Cynara, 1988, pages 171 à 244. (Réédité en 2001 sous le titre Psychologie et pédagogie de l’enfant. Cours de Sorbonne 1949-1952, Lagrasse, Éditions Verdier, collection « Philosophie », 576 pages ; conserve la même pagination.)

- La conscience et l’acquisition du langage, dans Maurice Merleau-Ponty, Merleau-Ponty à la Sorbonne. Résumé de cours 1949-1952, Paris, Éditions Cynara, 1988, pages 9 à 88. (Réédité en 2001 sous le titre Psychologie et pédagogie de l’enfant. Cours de Sorbonne 1949-1952, Lagrasse, Éditions Verdier, collection « Philosophie », 576 pages ; conserve la même pagination.)

- Merleau-Ponty à la Sorbonne. Résumé de cours 1949-1952, Paris, Éditions Cynara, 1988, 576 pages.  (Réédité en 2001 sous le titre Psychologie et pédagogie de l’enfant. Cours de Sorbonne 1949-1952, Lagrasse, Éditions Verdier, collection « Philosophie », 576 pages ; conserve la même pagination.)

### 1993
- « Gestalt et Parole », note inédite publiée dans François Heidsieck, Le Philosophe et son Langage, Paris, Vrin, Recherches sur la philosophie et le langage, 1993.

### 1994
- Sartre, Merleau-Ponty : Les lettres d'une rupture, avec une présentation de François Ewald, dans Le Magazine littéraire numéro 320, dans Maurice Merleau-Ponty, 1994.  (Échange épistolaire entre Sartre et Merleau-Ponty en juillet 1953, comprenant trois lettres et un résumé de conférence ; republié dans Merleau-Ponty, Parcours deux, 1951-1961, édition établie par Jacques Prunair, Lagrasse, Éditions Verdier, collection « Philosophie », 2000, pages 129 à 170.)

### 1995
- La nature. Notes de cours du Collège de France, textes établis et annotés par Dominique Séglard, Paris, Éditions du Seuil, collection « Traces écrites », 1995, 380 pages.

### 1996
- Projet de travail sur la nature de la perception. 1933, dans Maurice Merleau-Ponty, Le primat de la perception et ses conséquences philosophiques, Lagrasse, Éditions Verdier, 1996, pages 9 à 14 (suivi de La Nature de la perception. 1934 – ci-après – et de Le primat de la perception et ses conséquences philosophiques– voir le section 1947).

- La Nature de la perception. 1934, dans Maurice Merleau-Ponty, Le primat de la perception et ses conséquences philosophiques, Lagrasse, Éditions Verdier, 1996, pages 15 à 38 (précédé de Projet de travail sur la nature de la perception. 1933 – ci-avant – et suivi de Le primat de la perception et ses conséquences philosophiques– voir le section 1947).

- Philosophie et non-philosophie depuis Hegel. Cours de 1960-1961, dans Maurice Merleau-Ponty, Notes de cours. 1959-1961, texte établi par Stéphanie Ménasé, Paris, Éditions Gallimard, NRF, collection « Bibliothèque de philosophie », 1996, pages 269 à 352.

- L’ontologie cartésienne et l’ontologie d’aujourd’hui. Cours de 1960-1961, dans Maurice Merleau-Ponty, Notes de cours. 1959-1961, texte établi par Stéphanie Ménasé, Paris, Éditions Gallimard, NRF, collection « Bibliothèque de philosophie », 1996, pages 159 à 268.

- La philosophie aujourd’hui. Cours de 1958-1959, dans Maurice Merleau-Ponty, Notes de cours. 1959-1961, texte établi par Stéphanie Ménasé, Paris, Éditions Gallimard, NRF, collection « Bibliothèque de philosophie », 1996, pages 33 à 157.

- Notes de cours. 1959-1961, texte établi par Stéphanie Ménasé, Paris, Éditions Gallimard, NRF, collection « Bibliothèque de philosophie », 1996, 401 pages.

### 1997
- Parcours, 1935-1951, édition établie par Jacques PRUNAIR, Lagrasse, Éditions Verdier, collection « Philosophie », 1997, 249 pages.
- « Notes de lecture et commentaires sur Théorie du champ de la conscience d’Aron Gurwitsch », 1959-1960, édition par Stéphanie Ménasée dans la Revue de Métaphysique et de Morale, n°3, juillet-septembre 1997

### 1998
- Notes de cours sur l'origine de la géométrie chez Husserl. Suivi de Recherches sur la phénoménologie de Merleau-Ponty, Paris, Presses universitaires de France, collection « Épiméthée », 1998, 416 pages.

### 2000
- Parcours deux, 1951-1961, édition établie par Jacques Prunair, Lagrasse, Éditions Verdier, collection « Philosophie », 2000, 379 pages.

- Les sciences de l’homme et la phénoménologie, première partie du cours, dans Maurice Merleau-Ponty, Parcours deux, 1951-1961, édition établie par Jacques Prunair, Lagrasse, Éditions Verdier, collection « Philosophie », 2000 pages 49 à 128.

- Un inédit de Maurice Merleau-Ponty, dans Maurice Merleau-Ponty, Parcours deux, 1951-1961, édition établie par Jacques Prunair, Lagrasse, Éditions Verdier, collection « Philosophie », 2000, pages 36 à 48. (Rapport de Merleau-Ponty remis à Martial Gueroult lors de sa mise en candidature au Collège de France en 1951 ; première publication dans la Revue de métaphysique et de morale, numéro 4, octobre 1962).

- Titres et travaux – Projet d’enseignement, dans Maurice Merleau-Ponty, Parcours deux, 1951-1961, édition établie par Jacques Prunair, Lagrasse, Éditions Verdier, collection « Philosophie », 2000, pages 9 à 35. (Dossier produit en 1951 par Merleau-Ponty pour sa mise en candidature au Collège de France).

### 2001
- Psychologie et pédagogie de l’enfant. Cours de Sorbonne 1949-1952, Lagrasse, Éditions Verdier, collection « Philosophie », 2001, 576 pages.  (Réédition de l'ouvrage paru initialement aux Éditions Cynara en 1988 sous le titre Merleau-Ponty à la Sorbonne  Résumé de cours 1949-1952 (conserve la même pagination) ; voir détails section 1988).

### 2002
- Deux inédits sur la musique, dans Chiasmi International. Publication trilingue autour de la pensée de Merleau-Ponty, 2002, nouvelle série, numéro 3, Éditions J. Vrin (France), Éditions Mimesis (Italie), University of Memphis (États-Unis) et Clinamen Press Ltd. (Royaume-Uni).

- Causeries. 1948, textes établis et annotés par Stéphanie Ménasé, Paris, Éditions du Seuil, collection « Traces écrites », 2002, 77 pages. (Regroupe les textes annotés de sept conférences, sollicitées par la Radio nationale, qui ont originellement été diffusées sur la chaîne Programme national de la Radiodiffusion française (RDF) vers la fin de 1948, pour l'émission Heure de culture française. Les enregistrements de ces conférences sont conservés à l'INA).

### 2003
- L'institution/La passivité. Notes de cours au Collège de France (1954-1955), préface de Claude Lefort, édition sur l'Institution, établie par Dominique Darmaillacq; sur la Passivité, établie par Stéphanie Ménasé, Paris, Éditions Belin, 2003, 304 pages.

### 2007
- La guerre a eu lieu, Nîmes, Édition Champ Social, collection « Questions-actuelles.net», 2007 (réédition de l’article publié en octobre 1945 dans Les Temps modernes et aussi republié dans Maurice Merleau-Ponty, Sens et non-sens, Paris, Éditions Nagel (1966) et dans la nouvelle édition de Sens et non-sens avec une nouvelle pagination en 1996 aux Éditions Gallimard).

### 2010-2019
- Œuvres, Paris, Gallimard, Quarto, 1848 pages, 2010 (réédition de l’essentiel de l'œuvre de Maurice Merleau-Ponty) (ISBN 978-2-07-012875-4).

- Le Monde sensible et le Monde de l’expression. Cours au Collège de France. Notes, 1953, Genève, MētisPresses, 2011, texte établi et annoté par Emmanuel de Saint-Aubert et Stefan Kristensen.

- Recherches sur l’usage littéraire du langage. Cours au Collège de France. Notes, 1953, Genève, MētisPresses, 2013, texte établi et annoté par Emmanuel de Saint-Aubert et Benedetta Zaccarello.
- Résumé des recherches en 1941, dans Stephen A. Noble, La Conscience perceptive, Paris, Vrin, 2015, pp. 79-88.
- Entretiens avec Georges Charbonnier et Autres Dialogues, 1946-1959, Paris, Verdier, 2016, transcription et édition par Jérôme Mélançon.

### 2020-2022
- Le Problème de la parole. Cours au Collège de France. Notes 1953-1954, Genève, MētisPresses, 2020, édition par Lovisa Andén, Franck Robert et Emmanuel de Saint Aubert.
- Simone de Beauvoir, Élisabeth Lacoin & Maurice Merleau-Ponty, Lettres d’amitié. 1920-1959, 2022, Paris, Gallimard, Blanche, 2022.
- Conférences en Europe et Premiers Cours à Lyon. Inédits I (1946-1947), Paris & Milan, Mimésis, L’œil et l’esprit, 2022, édition par Michel Dalissier, avec la participation de Shôichi Matsuba.
- Conférences en Amérique. Notes de cours et autres textes. Inédits II (1947-1949), Paris & Milan, Mimésis, L’œil et l’esprit, 2022, édition par Michel Dalissier, avec la participation de Shôichi Matsuba.